# Połączenie kształtowo-cierne
Połączenia kształtowo-cierne – sposób łączenia elementów, w celu przenoszenia obciążeń, za pomocą własności geometrycznych elementów łączonych lub elementów dodatkowych oraz sił tarcia.
Wśród połączeń kształtowo-ciernych wyróżnia się m.in. połączenia:
- czopowo-cierne:
  - wciskowe bezpośrednie i pośrednie
  - zaciskowe pośrednie [potrzebny przypis]
- klinowe

## Literatura
- Antoni Skoć, Jacek Spałek "Podstawy konstrukcji maszyn", WNT, Warszawa 2006, ISBN 83-204-3175-1